# 澳門標準時間
澳門標準時間（葡萄牙語：Hora Oficial de Macau）是澳門所採用的時間標準，並由澳門地球物理氣象局負責管理。澳門標準時間全年比協調世界時快8小時，即是與位於UTC+8時區的國家及地區，包括中國大陸的北京时间（CST）、中華民國的國家標準時間（NST）、香港的香港時間（HKT）以及新加坡標準時間（SGT）一致。

## 歷史
氣象局以往在接收GPS時頻訊號後，會將該訊號透過電台向外發佈。由於資訊科技的應用不斷發展，對授時服務之要求亦相對地提高，同時為配合電子公共服務的開展，在2003年，已安裝一台銫原子鐘及時間伺服器，為市民提供一個準確及方便的授時服務。由於要求更高的精確度及準確度，在2004年引入了衛星共同觀測法（Common View Observation），以便能夠與中國科學院國家授時中心及國際授時機構作時間頻率對比。同時已於2003年參加中國國家綜合原子時系統（Joint Atomic Time System of China）計劃。
澳門標準時間現時由地球物理暨氣象局地震監察中心負責管理。

## 夏令時間
在夏令時間實行時，當時澳門政府會頒佈訓令通知澳門居民。
| 年份 | 時段              | 備註                                                                 |
| 1946 | 4月30日至9月30日  | 公佈於澳門憲報第17號 3:961訓令及第39號 4:026訓令，撥快及撥慢一小時   |
| 1947 | 4月19日至11月30日 | 公佈於澳門憲報第16號 4:153訓令及第48號 4:271訓令，撥快及撥慢一小時   |
| 1948 | 5月2日至10月31日  | 公佈於澳門憲報第18號 4:374訓令及第44號 4:465訓令，撥快及撥慢一小時   |
| 1949 | 4月2日至10月30日  | 公佈於澳門憲報第14號 4:590訓令及第44號 4:666訓令，撥快及撥慢一小時   |
| 1950 | 4月1日至10月28日  | 公佈於澳門憲報第12號 4:771訓令及第43號 4:838訓令，撥快及撥慢一小時   |
| 1951 | 3月31日至10月29日 | 公佈於澳門憲報第12號 4:946訓令及第43號 5:025訓令，撥快及撥慢一小時   |
| 1952 | 4月5日至11月2日   | 公佈於澳門憲報第14號 5:149訓令及第43號 5:251訓令，撥快及撥慢一小時   |
| 1953 | 4月4日至10月31日  | 公佈於澳門憲報第13號 5:366訓令及第44號 5:444訓令，撥快及撥慢一小時   |
| 1954 | 3月20日至10月30日 | 公佈於澳門憲報第12號 5:540訓令及第44號 5:589訓令，撥快及撥慢一小時   |
| 1955 | 3月19日至11月5日  | 公佈於澳門憲報第12號 5:676訓令及第45號 5:739訓令，撥快及撥慢一小時   |
| 1956 | 3月18日至11月4日  | 公佈於澳門憲報第11號 5:823訓令及第44號 5:891訓令，撥快及撥慢一小時   |
| 1957 | 3月24日至11月3日  | 公佈於澳門憲報第12號 5:981訓令及第43號 6:064訓令，撥快及撥慢一小時   |
| 1958 | 3月23日至11月4日  | 公佈於澳門憲報第12號 6:172訓令及第43號 6:243訓令，撥快及撥慢一小時   |
| 1959 | 3月22日至11月1日  | 公佈於澳門憲報第12號 6:342訓令及第43號 6:411訓令，撥快及撥慢一小時   |
| 1960 | 3月20日至11月6日  | 公佈於澳門憲報第11號 6:514訓令及第44號 6:584訓令，撥快及撥慢一小時   |
| 1961 | 3月19日至11月5日  | 公佈於澳門憲報第10號 6:721訓令及第43號 6:815訓令，撥快及撥慢一小時   |
| 1962 | 3月18日至11月3日  | 公佈於澳門憲報第10號 6:947訓令及第43號 7:080訓令，撥快及撥慢一小時   |
| 1963 | 3月24日至11月3日  | 公佈於澳門憲報第12號 7:218訓令及第43號 7:340訓令，撥快及撥慢一小時   |
| 1964 | 3月22日至11月1日  | 公佈於澳門憲報第11號 7:491訓令及第44號 7:664訓令，撥快及撥慢一小時   |
| 1965 | 4月18日至10月17日 | 公佈於澳門憲報第15號 7:846訓令及第42號 7:979訓令，撥快及撥慢一小時   |
| 1966 | 4月17日至10月22日 | 公佈於澳門憲報第15號 8:146訓令及第41號 8:252訓令，撥快及撥慢一小時   |
| 1967 | 4月16日至10月22日 | 公佈於澳門憲報第15號 8:429訓令及第41號 8:540訓令，撥快及撥慢一小時   |
| 1968 | 4月21日至10月20日 | 公佈於澳門憲報第15號 8:735訓令及第41號 8:860訓令，撥快及撥慢一小時   |
| 1969 | 4月20日至10月19日 | 公佈於澳門憲報第16號 9035訓令及第42號 9156訓令，撥快及撥慢一小時     |
| 1970 | 4月19日至10月18日 | 公佈於澳門憲報第15號 9328訓令及第41號 9418訓令，撥快及撥慢一小時     |
| 1971 | 4月18日至10月17日 | 公佈於澳門憲報第14號 9587訓令及第41號 9702訓令，撥快及撥慢一小時     |
| 1972 | 4月16日至10月22日 | 公佈於澳門憲報第14號 38/72訓令及第41號 126/72訓令，撥快及撥慢一小時  |
| 1973 | 4月22日至10月21日 | 公佈於澳門憲報第14號 61/73訓令及第40號 182/73訓令，撥快及撥慢一小時  |
| 1974 | 3月24日至10月20日 | 公佈於澳門憲報第51號 282/73訓令及第41號 177/74訓令，撥快及撥慢一小時 |
| 1975 | 4月20日至10月10日 | 公佈於澳門憲報第15號 51/75訓令及第41號 173/75訓令，撥快及撥慢一小時  |
| 1976 | 4月18日至10月17日 | 公佈於澳門憲報第14號 67/76訓令及第41號 169/76訓令，撥快及撥慢一小時  |
| 1977 |                   | 沒有實行夏令時間                                                     |
| 1978 |                   | 沒有實行夏令時間                                                     |
| 1979 | 5月13日至10月21日 | 公佈於澳門憲報第19號 78/79訓令及第42號 166/79訓令，撥快及撥慢一小時  |
| 1980 | 至現在            | 沒有實行夏令時間                                                     |

## 外部連結
- 澳門標準時間 （页面存档备份，存于） - 澳門地球物理暨氣象局
- 澳門時間 （页面存档备份，存于）